# Мерсер (Мен)
Мерсер (англ. Mercer) — місто (англ. town) в США, в окрузі Сомерсет штату Мен. Населення — 709 осіб (2020).

## Демографія
Згідно з переписом 2010 року, у місті мешкали 664 особи в 287 домогосподарствах у складі 199 родин. Було 399 помешкань
Расовий склад населення:
| - 98,3 % — білих - 0,6 % — корінних американців - 0,5 % — азіатів - 0,2 % — чорних або афроамериканців |

До двох чи більше рас належало 0,5 %. Частка іспаномовних становила 0,3 % від усіх жителів.
За віковим діапазоном населення розподілялося таким чином: 18,1 % — особи молодші 18 років, 65,8 % — особи у віці 18—64 років, 16,1 % — особи у віці 65 років та старші. Медіана віку мешканця становила 48,4 року. На 100 осіб жіночої статі у місті припадало 95,9 чоловіків;  на 100 жінок у віці від 18 років та старших — 96,4 чоловіків також старших 18 років.
Середній дохід на одне домашнє господарство  становив 67 602 долари США (медіана — 49 231), а середній дохід на одну сім'ю — 72 007 доларів (медіана — 49 712). Медіана доходів становила 36 250 доларів для чоловіків та 38 750 доларів для жінок. За межею бідності перебувало 13,7 % осіб, у тому числі 25,3 % дітей у віці до 18 років та 3,7 % осіб у віці 65 років та старших.
Цивільне працевлаштоване населення становило 256 осіб. Основні галузі зайнятості: освіта, охорона здоров'я та соціальна допомога — 26,2 %, виробництво — 14,5 %, науковці, спеціалісти, менеджери — 12,1 %, роздрібна торгівля — 9,8 %.